# Нігран
Нігран (гал. Nigrán, ісп. Nigrán) — муніципалітет в Іспанії, у складі автономної спільноти Галісія, у провінції Понтеведра. Населення — 18 021 осіб (2009).
Муніципалітет розташований на відстані близько 470 км на північний захід від Мадрида, 35 км на південь від Понтеведри.
Муніципалітет складається з таких паррокій: Камос, Чандебріто, Нігран, Панхон, Парада, Прієге, Сан-Педро-де-Ла-Рамальйоса.

## Демографія
Динаміка населення (INE ):

## Галерея зображень

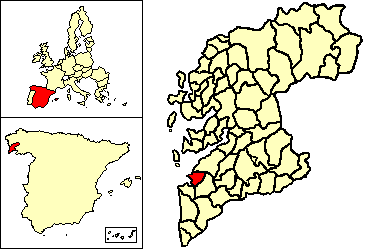
Розташування муніципалітету